# Ришар из Сенона

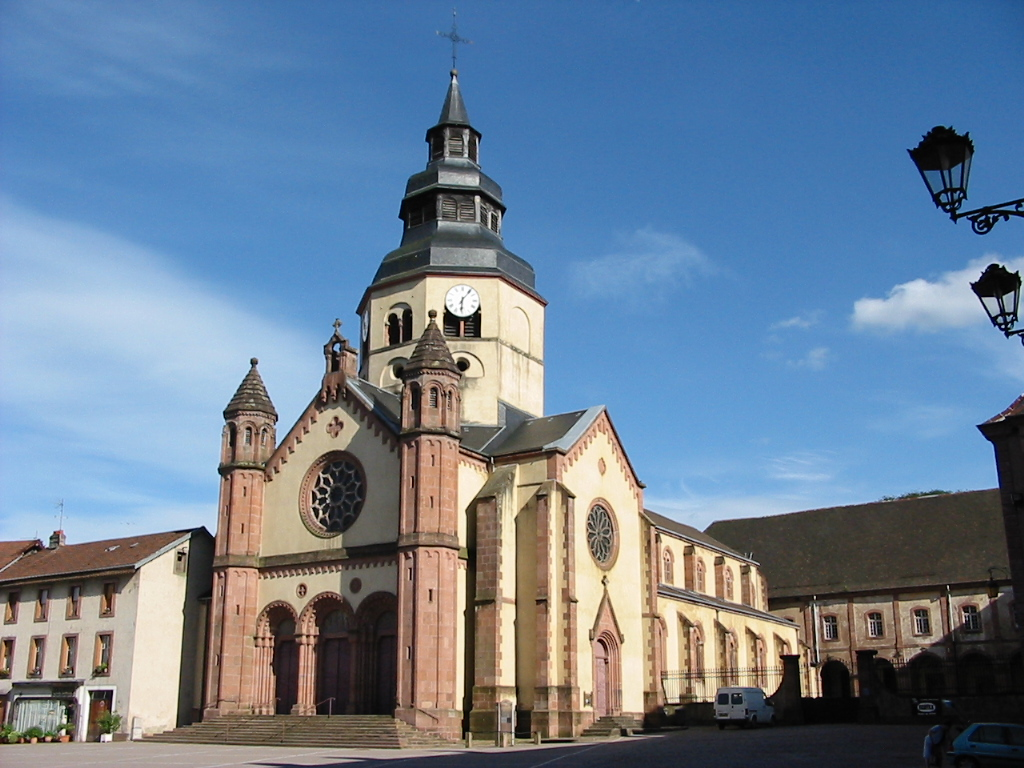
Собор Святого Гундеберта аббатства Сен-Пьер в Сеноне, XII—XIV вв.

Ришар из Сенона, или Ришар Лотарингский (фр. Richer le Lorrain, лат. Richerius Senoniensis, или Richerus monachus Senoniensis; 1190 — 1266 или 1267) — французский хронист, теолог и ваятель, монах-бенедиктинец из аббатства Сен-Пьер в Сеноне в Лотарингии (совр. департамент Вогезы), автор «Истории Сенонской церкви» (лат. Gesta Senoniensis ecclesiae).

## Биография

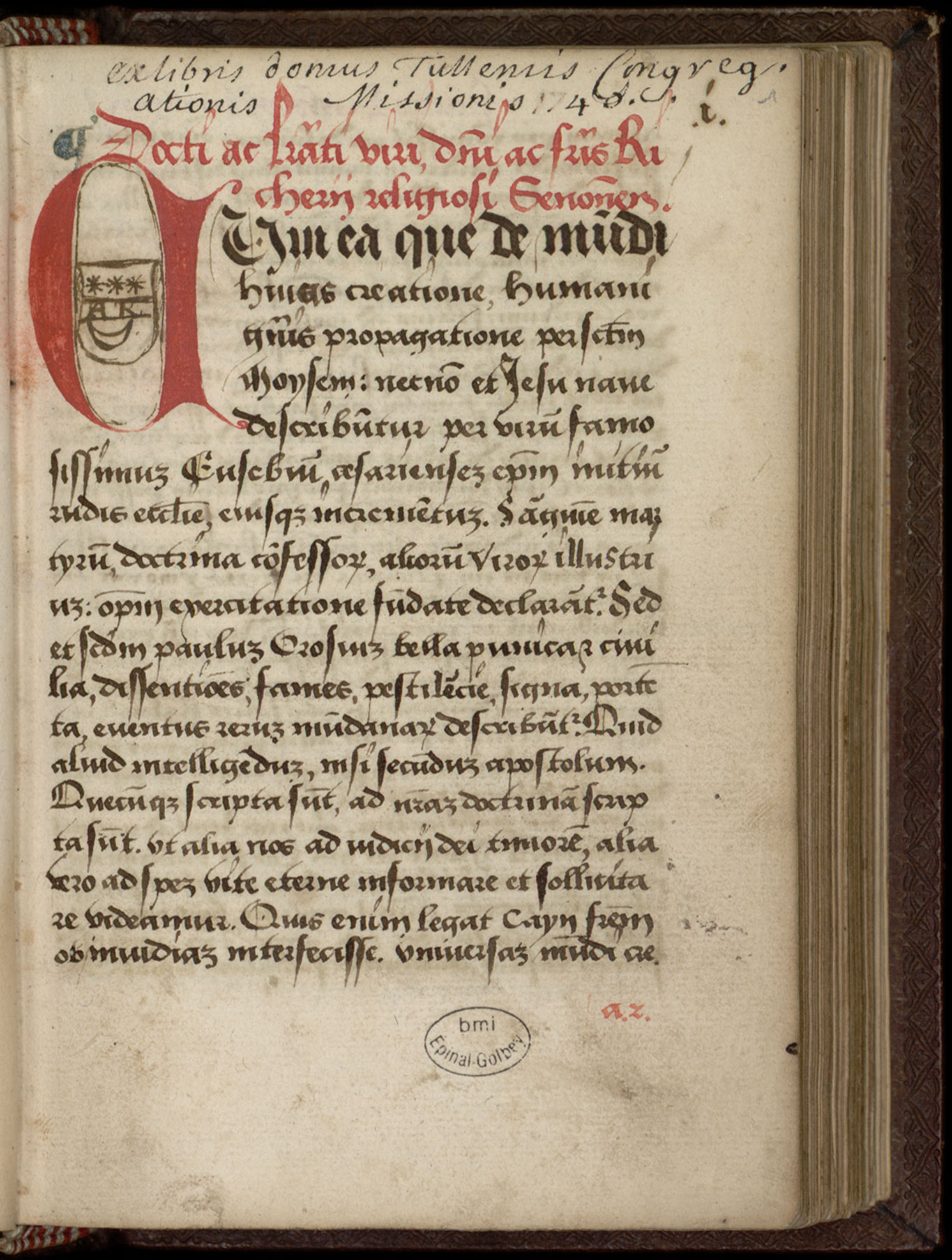
Лист рукописи хроники Ришара из Сенона, XVI в. Муниципальная библиотека Эпиналя

Родился около 1190 года в Валь-де-Льепвре (фр. Val de Lièpvre) (совр. департамент Верхний Рейн), в рыцарской семье из Эльзаса или Лотарингии. 
Изучал богословие в Страсбурге и принял постриг в бенедиктинском аббатстве Сен-Пьер в Сеноне при настоятеле Анри (1202—1225). В 1218 году участвовал в посольстве в Вюрцбург, когда герцог Лотарингии Тибо I попал в плен к императору Фридриху II после сожжения последним Нанси и осады Аманса.
Будучи признанным знатоком родного края, много путешествовал по Вогезам, а также по Эльзасу и Лотарингии, где часто встречал монахов из парижского аббатства Сен-Дени, имевшего владения в Валь-де-Льепвре. В 1223 году вместе с другими членами сенонской монашеской братии сам посетил Париж и Сен-Дени. Также бывал в замках Бильштайн в Юрбесе, Бернштейн в Дамбак-ла-Виле и приорате Эшери в Сент-Круа-о-Мин. Хорошо также знал аббатство Горзе близ Меца, аббатство Св. Эвра в Туле и аббатство в Сен-Дье-де-Вож.
Между 1220 и 1240 годами занимал, возможно, должность приора или пробста в Денёвре. Умер не позже 1267 года, по-видимому, в родной обители.

## Сочинения
Основным историческим сочинением Ришара из Сенона является латинская «История Сенонской церкви» (лат. Gesta Senoniensis ecclesiae), или «Хроника Сенонской обители» (лат. Chronicon monasterii Senoniensis), получившая также у издателей название «Хроника Ришара» (фр. Chronique de Richer). Начатая около 1254 и законченная не позже 1264 года, она состоит из 5 книг и охватывает события 601—1260 годов, со времён Св. Гундеберта из Санса (ум. 676) до аббата Бодуэна I, причём, помимо церковной истории, автор уделяет внимание событиям в Лотарингии, французском королевстве и сопредельных странах, разбавляя своё повествование христианскими легендами и описаниями различных чудес. 
Используя неклассическую латынь и сделав немало хронологических ошибок, Ришар опирается в своём сочинении в основном на местные анналы, хроники и генеалогии, а также устные предания и доступные ему документы монастырских архивов. Из множества описанных им исторических событий заслуживают внимания сообщения о сражении при Бувине (1214), вторжении войск императора Фридриха II в Лотарингию в 1218 году и переговорах по освобождению пленённого им герцога Тибо I, резне иудеев в Фульде в 1235 году и ужасных природных бедствиях в Эльзасе 1258 года, поначалу уничтоживших посевы и поголовье скота, и вызвавших этим голод, а затем якобы окончившихся необычайно поздним урожаем винограда, давшим чудесное по своим свойствам вино. Из мировых событий, помимо войн в Святой земле, из числа которых наиболее подробно освещён возглавлявшийся королём Людовиком IX Седьмой крестовый поход (1248—1254), он сообщает о разорении монголами Польши, Венгрии и Болгарии в 1241—1242 годах.
Будучи довольно пристрастным в своих оценках моралистом, Ришар нередко даёт своим современникам компрометирующие характеристики, например, весьма критически отзывается о влиятельной настоятельнице общины бегинок в Робаше близ Сен-Дье, Сибилле де Марсаль, при жизни имевшей репутацию святой, но на деле не отличавшейся, по его словам, благонравием, а также о нравственности опекаемых ею монахинь. Вместе с тем, его рассказ является одним из первых в западноевропейской исторической литературе описанием традиционного уклада средневековых бегинажей, организаторы которых в 1215 году осуждены были IV Латеранским собором как еретики. 
В своей хронике Ришар называет своих возможных земляков эльзасцев «тевдонами» (лат. Teudons), то есть тевтонцами. Немалое место в ней занимают впечатления от его многочисленных поездок и путешествий, особенно ценны описания встречавшихся ему природных пейзажей, монастырей, церквей и памятных мест, делающие сочинение Ришара важным источником по исторической географии. 
Помимо хроники, перу Ришара принадлежит «Житие Святого Гундеберта епископа Сенонского» (лат. Vita Sancti Gundelberti Episcopo Senoniensis).

## Рукописи и издания
Хроника Ришара из Сенона сохранилась в девяти рукописях, одна из которых, хранящаяся в собрании Национальной библиотеки Франции (Париж), признаётся автографической (MS lat. 10016), из поздних копий четыре датируются XVI-м, две — XVII веком, и ещё две содержат старинные французские переводы. Все они происходят из собраний монастырей в Сеноне, Моенмутье и Этивале, и ныне, помимо Национальной библиотеки, находятся в муниципальных библиотеках Нанси и Эпиналя.
Впервые она частично была напечатана в 1651 году в Париже учёным иезуитом Филиппом Лаббе и в 1659 году переиздана там же монахом-мавристом Люком д’Ашери. Комментированное научное издание её было выпущено в 1853 году в Штутгарте немецким историком-архивистом Иоганном Фридрихом Бёмером в 3-м томе подготовленного им сборника «Fontes rerum Germanicarum», а в 1880 году её опубликовал в Ганновере в 25 томе «Исторических памятников Германии» Георг Вайц. Французский перевод её выпущен был в 1842 году в Нанси под редакцией лотарингского историка Жана Кайона. Новейший перевод хроники, выполненный Домиником Дантаном, был подготовлен в 1988 году университетом Нанси под редакцией Мишеля Бюра и переиздавался в 1996 и 2013 годах.

## Публикации
- Chronique de Richer, moine de Senones. Traduction française du XVIe siècle sur un texte beaucoup plus complet que tous ceux connus jusqu'ici, publiée pour la première fois avec des éclaircissements historiques, sur les manuscrits des Tiercelins de Nancy et de la Bibliothèque publique de la même ville, éd. et publiée par Jean Cayon. — Nancy: Cayon-Liébault, 1842. — xvi, 238 p.
- Richer Senonensis Historia abbatiae Senonensis, hrsg. von Johann Friedrich Böhmer // Fontes rerum Germanicarum. — Band 3. — Stuttgart, 1853.
- Richeri Gesta Senoniensis ecclesiae Liber I—V, hrsg. von Georg Waitz // Monumenta Germaniae Historica. — Tomus XXV. — Hannover, 1880. — S. 249-345. — (Scriptores in folio).
- Chronique de Richer, moine de Senones (XIIIe s.): présentation, édition et traduction par Dominique Dantand, sous la direction de Michel Bur, 2 vol. — 1996. — 820 p.
- Chronique de Richer, moine de l'abbaye de Senones Lorraine XIIIe siècle. Traduction par Dominique Dantand, Le Festival des abbayes, Entreprise et Culture en Lorraine et Société Philomatique Vosgienne. — Nancy: Cayon-Liébault, 2013. — 156 p.